# Demografia Republicii Socialiste Federative Iugoslavia
Acest articol se referă la caracteristicile demografice ale Republicii Socialiste Federative Iugoslavia de-a lungul existenței sale din 1945 până în 1991. Odată cu destrămarea federației, următoarele state dețin propriile statistici demografice:
- Demografia Bosniei și Herțegovinei
- Demografia Croației
- Demografia Macedoniei
- Demografia Muntenegrului
- Demografia Serbiei
- Demografia Sloveniei

## Demografia
| Structura etnică a Iugoslaviei din 1981 | Structura etnică a Iugoslaviei din 1981 | Structura etnică a Iugoslaviei din 1981 | Structura etnică a Iugoslaviei din 1981 | Structura etnică a Iugoslaviei din 1981 |
| --------------------------------------- | --------------------------------------- | --------------------------------------- | --------------------------------------- | --------------------------------------- |
|                                         |                                         |                                         |                                         |                                         |
| Sârbi                                   | Sârbi                                   |                                         | 36.3%                                   | 36.3%                                   |
| Croați                                  | Croați                                  |                                         | 19.7%                                   | 19.7%                                   |
| Musulmani                               | Musulmani                               |                                         | 8.9%                                    | 8.9%                                    |
| Sloveni                                 | Sloveni                                 |                                         | 7.8%                                    | 7.8%                                    |
| Albanezi                                | Albanezi                                |                                         | 7.7%                                    | 7.7%                                    |
| Macedoneni                              | Macedoneni                              |                                         | 6.0%                                    | 6.0%                                    |
| Iugoslavi                               | Iugoslavi                               |                                         | 5.4%                                    | 5.4%                                    |
| Muntenegreni                            | Muntenegreni                            |                                         | 2.6%                                    | 2.6%                                    |
| Unguri                                  | Unguri                                  |                                         | 1.9%                                    | 1.9%                                    |
| Rromi                                   | Rromi                                   |                                         | 0.7%                                    | 0.7%                                    |
| Turci                                   | Turci                                   |                                         | 0.5%                                    | 0.5%                                    |
| Slovaci                                 | Slovaci                                 |                                         | 0.4%                                    | 0.4%                                    |
| Români                                  | Români                                  |                                         | 0.2%                                    | 0.2%                                    |
| Bulgari                                 | Bulgari                                 |                                         | 0.2%                                    | 0.2%                                    |
| Italieni                                | Italieni                                |                                         | 0.1%                                    | 0.1%                                    |
| alte naționalități/nedeterminate        | alte naționalități/nedeterminate        |                                         | 1.7%                                    | 1.7%                                    |

Aceasta este statistica celor două recensământuri iugoslave (1971 și 1981). Națiunile considerate că sunt constitutive apar scrise cu litere aldine.
| Naționalitate                    | 1971       | %      | 1981       | %       |
| -------------------------------- | ---------- | ------ | ---------- | ------- |
| Sârbi                            | 8,143,246  | 39.7%  | 8,136,578  | 36.3%   |
| Croați                           | 4,526,782  | 22.1%  | 4,428,135  | 19.7%   |
| Musulmani                        | 1,729,932  | 8.4%   | 2,000,034  | 8.9%    |
| Sloveni                          | 1,678,032  | 8.2%   | 1,753,605  | 7.8%    |
| Albanezi                         | 1,309,523  | 6.4%   | 1,731,252  | 7.7%    |
| Macedoneni                       | 1,194,784  | 5.8%   | 1,341,420  | 6.0%    |
| Iugoslavi                        | 273,077    | 1.3%   | 1,216,463  | 5.4%    |
| Muntenegreni                     | 508,843    | 2.5%   | 577,298    | 2.6%    |
| Unguri                           | 477,374    | 2.3%   | 426,865    | 1.9%    |
| Romi                             | 78,485     | 0.4%   | 148,604    | 0.7%    |
| Turci                            | 127,920    | 0.6%   | 101,328    | 0.5%    |
| Slovaci                          | 83,656     | 0.4%   | 80,300     | 0.4%    |
| Români                           | 58,570     | 0.3%   | 54,721     | 0.2%    |
| Bulgari                          | 58,627     | 0.3%   | 36,642     | 0.2%    |
| Ruteni                           | ?          | ?      | 23,320     | 0.1%    |
| Cehi                             | ?          | ?      | 19,609     | 0.1%    |
| Italieni                         | 21,791     | 0.1%   | 15,116     | 0.1%    |
| alte naționalități/nedeterminate | 252,330    | 1.2%   | 347,041    | 1.7%    |
| total                            | 20,522,972 | 100.0% | 22,438,331 | 100.00% |

## Republici după populație
| Populația Iugoslaviei după republici și provincii în 1991 | Populația Iugoslaviei după republici și provincii în 1991 | Populația Iugoslaviei după republici și provincii în 1991 | Populația Iugoslaviei după republici și provincii în 1991 | Populația Iugoslaviei după republici și provincii în 1991 |
| --------------------------------------------------------- | --------------------------------------------------------- | --------------------------------------------------------- | --------------------------------------------------------- | --------------------------------------------------------- |
|                                                           |                                                           |                                                           |                                                           |                                                           |
| Serbia                                                    | Serbia                                                    |                                                           | 40.9%                                                     | 40.9%                                                     |
| Serbia Centrală                                           | Serbia Centrală                                           |                                                           | 24.0%                                                     | 24.0%                                                     |
| Croația                                                   | Croația                                                   |                                                           | 20.6%                                                     | 20.6%                                                     |
| Bosnia și Herțegovina                                     | Bosnia și Herțegovina                                     |                                                           | 18.8%                                                     | 18.8%                                                     |
| Macedonia                                                 | Macedonia                                                 |                                                           | 8.8%                                                      | 8.8%                                                      |
| Voivodina                                                 | Voivodina                                                 |                                                           | 8.6%                                                      | 8.6%                                                      |
| Kosovo                                                    | Kosovo                                                    |                                                           | 8.4%                                                      | 8.4%                                                      |
| Slovenia                                                  | Slovenia                                                  |                                                           | 8.2%                                                      | 8.2%                                                      |
| Muntenegru                                                | Muntenegru                                                |                                                           | 2.6%                                                      | 2.6%                                                      |

Statisticile populației conform recensământului în 1991
| Rang | Republică/Provincie   | Populație  | %     | Densitate |
| ---- | --------------------- | ---------- | ----- | --------- |
| 1    | Serbia                | 9,506,174  | 40.9% | 114.0     |
| ---  | Serbia Centrală       | 5,582,611  | 24.0% | 99.4      |
| 2    | Croația               | 4,784,265  | 20.6% | 84.6      |
| 3    | Bosnia și Herțegovina | 4,377,053  | 18.8% | 85.6      |
| 4    | Macedonia             | 2,033,964  | 8.8%  | 79.1      |
| ---  | Voivodina             | 1,996,367  | 8.6%  | 92.8      |
| ---  | Kosovo                | 1,956,196  | 8.4%  | 183.1     |
| 5    | Slovenia              | 1,913,355  | 8.2%  | 94.5      |
| 6    | Muntenegru            | 615,035    | 2.6%  | 44.5      |
|      | R.S.F. Iugoslavia     | 23,229,846 | 100%  | 92.6      |

## Republici după suprafață
| Rang | Republici/ Provincii  | Suprafață (km²) | %     | Densitate |
| ---- | --------------------- | --------------- | ----- | --------- |
| 1    | Serbia                | 83,361          | 33.2% | 114.0     |
| 2    | Croația               | 56,524          | 22.5% | 84.6      |
| ---  | Serbia Centrală       | 56,169          | 22.4% | 99.4      |
| 3    | Bosnia și Herțegovina | 51,129          | 20.4% | 85.6      |
| 4    | Macedonia             | 25,720          | 10.3% | 79.1      |
| ---  | Voivodina             | 21,506          | 8.6%  | 92.8      |
| 5    | Slovenia              | 20,246          | 8.1%  | 94.5      |
| 6    | Muntenegru            | 13,810          | 5.5%  | 44.5      |
| ---  | Kosovo                | 10,686          | 4.3%  | 183.1     |
|      | R.S.F. Iugoslavia     | 250,790         | 100%  | 92.6      |

## Republici după densitate

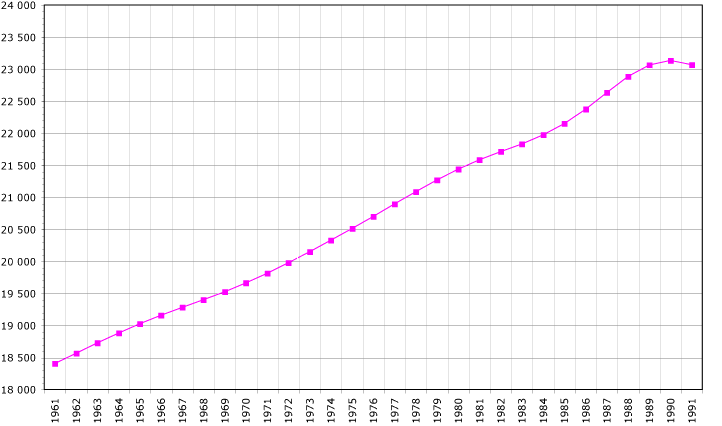
Demografia Iugoslaviei (1961-1991), Statisticile FAO anul 2005 ; Numărul miilor de locuitori.

| Densitatea Iugoslaviei după republici și provincii în 1991 | Densitatea Iugoslaviei după republici și provincii în 1991 | Densitatea Iugoslaviei după republici și provincii în 1991 | Densitatea Iugoslaviei după republici și provincii în 1991 | Densitatea Iugoslaviei după republici și provincii în 1991 |
| ---------------------------------------------------------- | ---------------------------------------------------------- | ---------------------------------------------------------- | ---------------------------------------------------------- | ---------------------------------------------------------- |
|                                                            |                                                            |                                                            |                                                            |                                                            |
| Kosovo                                                     | Kosovo                                                     |                                                            | 183.1                                                      | 183.1                                                      |
| Serbia                                                     | Serbia                                                     |                                                            | 114.0                                                      | 114.0                                                      |
| Serbia Centrală                                            | Serbia Centrală                                            |                                                            | 99.4                                                       | 99.4                                                       |
| Slovenia                                                   | Slovenia                                                   |                                                            | 94.5                                                       | 94.5                                                       |
| Voivodina                                                  | Voivodina                                                  |                                                            | 92.8                                                       | 92.8                                                       |
| Iugoslavia                                                 | Iugoslavia                                                 |                                                            | 92.6                                                       | 92.6                                                       |
| Bosnia și Herțegovina                                      | Bosnia și Herțegovina                                      |                                                            | 85.6                                                       | 85.6                                                       |
| Croatia                                                    | Croatia                                                    |                                                            | 84.6                                                       | 84.6                                                       |
| Macedonia                                                  | Macedonia                                                  |                                                            | 79.1                                                       | 79.1                                                       |
| Muntenegru                                                 | Muntenegru                                                 |                                                            | 44.5                                                       | 44.5                                                       |

| Rang | Republică/ Provincie  | Populație  | Suprafață (km²) | Densitate |
| ---- | --------------------- | ---------- | --------------- | --------- |
| ---  | Kosovo                | 1,956,196  | 10,686          | 183.1     |
| 1    | Serbia                | 9,506,174  | 83,361          | 114.0     |
| ---  | Serbia Centrală       | 5,582,611  | 56,169          | 99.4      |
| 2    | Slovenia              | 1,913,355  | 20,246          | 94.5      |
| ---  | Voivodina             | 1,996,367  | 21,506          | 92.8      |
| 3    | Bosnia și Herțegovina | 4,377,053  | 51,129          | 85.6      |
| 4    | Croația               | 4,784,265  | 56,524          | 84.6      |
| 5    | Macedonia             | 2,033,964  | 25,720          | 79.1      |
| 6    | Muntenegru            | 615,035    | 13,810          | 44.5      |
|      | R.S.F. Iugoslavia     | 23,229,846 | 250,790         | 92.6      |